# شعب الصلوب (المسيمير)

تعديل مصدري - تعديل

شعب الصلوب هي إحدى قرى عزلة المسيمير بمديرية المسيمير التابعة لمحافظة لحج، بلغ تعداد سكانها 124 نسمة حسب تعداد اليمن لعام 2004.